# Мексико на Олимпијским играма
Мексико се први пут појавио на Олимпијским играма 1900. године, и после паузе од 24 године поново је од 1924. слао своје спортисте на све наредне касније одржане Летње олимпијске игре.
На Зимским олимпијским играма Мексико је први пут учествовао 1928. године, касније су Мексички спортисти учествовали на још 6 игара али немају неки континуитет и нису освојили ни једну олимпијску медаљу у зимским спортовима.
Мексички представници су закључно са Олимпијским играма одржаним 2008. године у Пекингу освојили укупно 55 медаља, све медаље су са Летњих олимпијских игара, од тога 12 златних.
Мексико је био домаћин олимпијских игара једанпут, 1968. године. Град домаћин је био Мексико сити. Национални олимпијски комитет Мексика (Comité Olímpico Mexicano) је основан 1923. када је и признат од стране Међународног олимпијског комитета.

## Медаље

### Освојене медаље на ЛОИ
| Учешће и освојене медаље Мексика на ЛОИ |                         |                         |                         |                         |                         |                         |                         |                         |                         |                         |
| ЛОИ                                     | Носилац заставе         | Учешће                  | Муш.                    | Жене                    | спорт.                  | Злато                   | Сребро                  | Бронза                  | Укупно                  | Ранг                    |
| 1896 Атина                              | Мексико није учествовао | Мексико није учествовао | Мексико није учествовао | Мексико није учествовао | Мексико није учествовао | Мексико није учествовао | Мексико није учествовао | Мексико није учествовао | Мексико није учествовао | Мексико није учествовао |
| 1900 Париз                              |                         |                         |                         |                         |                         | 0                       | 0                       | 1                       | 1                       |                         |
| 1904 Сент Луис                          | Мексико није учествовао | Мексико није учествовао | Мексико није учествовао | Мексико није учествовао | Мексико није учествовао | Мексико није учествовао | Мексико није учествовао | Мексико није учествовао | Мексико није учествовао | Мексико није учествовао |
| 1908 Лондон                             | Мексико није учествовао | Мексико није учествовао | Мексико није учествовао | Мексико није учествовао | Мексико није учествовао | Мексико није учествовао | Мексико није учествовао | Мексико није учествовао | Мексико није учествовао | Мексико није учествовао |
| 1912 Стокхолм                           | Мексико није учествовао | Мексико није учествовао | Мексико није учествовао | Мексико није учествовао | Мексико није учествовао | Мексико није учествовао | Мексико није учествовао | Мексико није учествовао | Мексико није учествовао | Мексико није учествовао |
| 1920 Антверпен                          | Мексико није учествовао | Мексико није учествовао | Мексико није учествовао | Мексико није учествовао | Мексико није учествовао | Мексико није учествовао | Мексико није учествовао | Мексико није учествовао | Мексико није учествовао | Мексико није учествовао |
| 1924 Париз                              |                         |                         |                         |                         |                         | 0                       | 0                       | 0                       | 0                       |                         |
| 1928 Амстердам                          |                         |                         |                         |                         |                         | 0                       | 0                       | 0                       | 0                       |                         |
| 1932 Лос Анђелес                        |                         |                         |                         |                         |                         | 0                       | 2                       | 0                       | 2                       |                         |
| 1936 Берлин                             |                         |                         |                         |                         |                         | 0                       | 0                       | 3                       | 3                       |                         |
| 1948 Лондон                             |                         |                         |                         |                         |                         | 2                       | 1                       | 2                       | 5                       |                         |
| 1952 Хелсинки                           |                         |                         |                         |                         |                         | 0                       | 1                       | 0                       | 1                       |                         |
| 1956 Мелбурн и Стокхолм                 |                         |                         |                         |                         |                         | 1                       | 0                       | 1                       | 2                       |                         |
| 1960 Рим                                |                         |                         |                         |                         |                         | 0                       | 0                       | 1                       | 1                       |                         |
| 1964 Токио                              |                         |                         |                         |                         |                         | 0                       | 0                       | 1                       | 1                       |                         |
| 1968 Мексико Сити                       |                         |                         |                         |                         |                         | 3                       | 3                       | 3                       | 9                       |                         |
| 1972 Минхен                             |                         |                         |                         |                         |                         | 0                       | 1                       | 0                       | 1                       |                         |
| 1976 Монтреал                           |                         |                         |                         |                         |                         | 1                       | 0                       | 1                       | 2                       |                         |
| 1980 Москва                             |                         |                         |                         |                         |                         | 0                       | 1                       | 3                       | 4                       |                         |
| 1984 Лос Анђелес                        |                         |                         |                         |                         |                         | 2                       | 3                       | 1                       | 6                       |                         |
| 1988 Сеул                               |                         |                         |                         |                         |                         | 0                       | 0                       | 2                       | 2                       |                         |
| 1992 Барселона                          |                         |                         |                         |                         |                         | 0                       | 1                       | 0                       | 1                       |                         |
| 1996 Атланта                            |                         |                         |                         |                         |                         | 0                       | 0                       | 1                       | 1                       |                         |
| 2000 Сиднеј                             |                         |                         |                         |                         |                         | 1                       | 2                       | 3                       | 6                       |                         |
| 2004 Атина                              |                         |                         |                         |                         |                         | 0                       | 3                       | 1                       | 4                       |                         |
| 2008 Пекинг                             |                         |                         |                         |                         |                         | 2                       | 0                       | 1                       | 3                       |                         |
| 2012 Лондон                             |                         |                         |                         |                         |                         | 1                       | 3                       | 3                       | 7                       |                         |
| 2016 Рио де Жанеиро                     |                         |                         |                         |                         |                         | 0                       | 3                       | 2                       | 5                       |                         |
| 2020. Токио                             |                         |                         |                         |                         |                         |                         |                         |                         |                         |                         |
| 2024. Париз                             |                         |                         |                         |                         |                         |                         |                         |                         |                         |                         |
| 2028. Лос Анђелес                       | предстојећи догађај     |                         |                         |                         |                         |                         |                         |                         |                         |                         |
| 2032. Бризбејн                          | предстојећи догађај     |                         |                         |                         |                         |                         |                         |                         |                         |                         |
| Укупно                                  |                         |                         |                         |                         |                         | 13                      | 24                      | 30                      | 67                      |                         |

### Освојене медаље на ЗОИ
| Учешће и освојене медаље Мексика на ЗОИ |                         |                         |                         |                         |                         |                         |                         |                         |                         |                         |
| ЛОИ                                     | Носилац заставе         | Учешће                  | Муш.                    | Жене                    | спорт.                  | Злато                   | Сребро                  | Бронза                  | Укупно                  | Ранг                    |
| 1924 Шамони                             | Мексико није учествовао | Мексико није учествовао | Мексико није учествовао | Мексико није учествовао | Мексико није учествовао | Мексико није учествовао | Мексико није учествовао | Мексико није учествовао | Мексико није учествовао | Мексико није учествовао |
| 1928 Санкт Мориц                        |                         |                         |                         |                         |                         | 0                       | 0                       | 0                       | 0                       |                         |
| 1932 Лејк Плесид                        | Мексико није учествовао | Мексико није учествовао | Мексико није учествовао | Мексико није учествовао | Мексико није учествовао | Мексико није учествовао | Мексико није учествовао | Мексико није учествовао | Мексико није учествовао | Мексико није учествовао |
| 1936. Гармиш-Партенкирхен               | Мексико није учествовао | Мексико није учествовао | Мексико није учествовао | Мексико није учествовао | Мексико није учествовао | Мексико није учествовао | Мексико није учествовао | Мексико није учествовао | Мексико није учествовао | Мексико није учествовао |
| 1948. Санкт Мориц                       | Мексико није учествовао | Мексико није учествовао | Мексико није учествовао | Мексико није учествовао | Мексико није учествовао | Мексико није учествовао | Мексико није учествовао | Мексико није учествовао | Мексико није учествовао | Мексико није учествовао |
| 1952 Осло                               | Мексико није учествовао | Мексико није учествовао | Мексико није учествовао | Мексико није учествовао | Мексико није учествовао | Мексико није учествовао | Мексико није учествовао | Мексико није учествовао | Мексико није учествовао | Мексико није учествовао |
| 1956. Кортина д'Ампецо                  | Мексико није учествовао | Мексико није учествовао | Мексико није учествовао | Мексико није учествовао | Мексико није учествовао | Мексико није учествовао | Мексико није учествовао | Мексико није учествовао | Мексико није учествовао | Мексико није учествовао |
| 1960. Скво Вали                         | Мексико није учествовао | Мексико није учествовао | Мексико није учествовао | Мексико није учествовао | Мексико није учествовао | Мексико није учествовао | Мексико није учествовао | Мексико није учествовао | Мексико није учествовао | Мексико није учествовао |
| 1964. Инзбрук                           | Мексико није учествовао | Мексико није учествовао | Мексико није учествовао | Мексико није учествовао | Мексико није учествовао | Мексико није учествовао | Мексико није учествовао | Мексико није учествовао | Мексико није учествовао | Мексико није учествовао |
| 1968. Гренобл                           | Мексико није учествовао | Мексико није учествовао | Мексико није учествовао | Мексико није учествовао | Мексико није учествовао | Мексико није учествовао | Мексико није учествовао | Мексико није учествовао | Мексико није учествовао | Мексико није учествовао |
| 1972. Сапоро                            | Мексико није учествовао | Мексико није учествовао | Мексико није учествовао | Мексико није учествовао | Мексико није учествовао | Мексико није учествовао | Мексико није учествовао | Мексико није учествовао | Мексико није учествовао | Мексико није учествовао |
| 1976. Инзбрук                           | Мексико није учествовао | Мексико није учествовао | Мексико није учествовао | Мексико није учествовао | Мексико није учествовао | Мексико није учествовао | Мексико није учествовао | Мексико није учествовао | Мексико није учествовао | Мексико није учествовао |
| 1980. Лејк Плесид                       | Мексико није учествовао | Мексико није учествовао | Мексико није учествовао | Мексико није учествовао | Мексико није учествовао | Мексико није учествовао | Мексико није учествовао | Мексико није учествовао | Мексико није учествовао | Мексико није учествовао |
| 1984. Сарајево                          |                         |                         |                         |                         |                         | 0                       | 0                       | 0                       | 0                       |                         |
| 1988. Калгари                           |                         |                         |                         |                         |                         | 0                       | 0                       | 0                       | 0                       |                         |
| 1992. Албервил                          |                         |                         |                         |                         |                         | 0                       | 0                       | 0                       | 0                       |                         |
| 1994. Лилехамер                         |                         |                         |                         |                         |                         | 0                       | 0                       | 0                       | 0                       |                         |
| 1998. Нагано                            | Мексико није учествовао | Мексико није учествовао | Мексико није учествовао | Мексико није учествовао | Мексико није учествовао | Мексико није учествовао | Мексико није учествовао | Мексико није учествовао | Мексико није учествовао | Мексико није учествовао |
| 2002. Солт Лејк Сити                    |                         |                         |                         |                         |                         | 0                       | 0                       | 0                       | 0                       |                         |
| 2006. Торино                            | Мексико није учествовао | Мексико није учествовао | Мексико није учествовао | Мексико није учествовао | Мексико није учествовао | Мексико није учествовао | Мексико није учествовао | Мексико није учествовао | Мексико није учествовао | Мексико није учествовао |
| 2010. Ванкувер                          |                         |                         |                         |                         |                         | 0                       | 0                       | 0                       | 0                       |                         |
| 2014. Сочи                              |                         |                         |                         |                         |                         | 0                       | 0                       | 0                       | 0                       |                         |
| 2018. Пјонгчанг                         |                         |                         |                         |                         |                         |                         |                         |                         |                         |                         |
| 2022. Пекинг                            |                         |                         |                         |                         |                         |                         |                         |                         |                         |                         |
| 2026. Милано и Кортина                  | предстојећи догађај     |                         |                         |                         |                         |                         |                         |                         |                         |                         |
| 2030. Француски Алпи                    | предстојећи догађај     |                         |                         |                         |                         |                         |                         |                         |                         |                         |
| 2034. Солт Лејк Сити                    | предстојећи догађај     |                         |                         |                         |                         |                         |                         |                         |                         |                         |
| Укупно                                  |                         |                         |                         |                         |                         | 0                       | 0                       | 0                       | 0                       |                         |